# Козлов, Валентин Тихонович
Валентин Тихонович Козлов (1937—1989) — советский военный моряк-подводник, Герой Советского Союза (.31.01.1978). Контр-адмирал (29.04.1984).

## Биография
Валентин Козлов родился 3 марта 1937 года в Рыбинске. Окончил десять классов школы. 
В июле 1955 года был призван на службу в Военно-морской флот СССР. В 1959 году он окончил 2-е Высшее военно-морское училище подводного плавания, действовавшее в Риге. Служил на подводных лодках и вспомогательных кораблях Северного флота: с февраля 1959 — командир рулевой группы БЧ-й дизельной ПЛ «С-186», с марта 1961 — помощник командира плавучей базы подводных лодок «ПБ-24», с марта 1963 — командир плавказармы «ПКЗ-9», с июля 1965 — командир БЧ-1 плавбазы ПЛ «Двина», с марта 1967 — помощник командира 66-го экипажа, с ноября 1967 по октябрь 1969 — помощник командира атомной подводной лодки «К-58». В 1970 году окончил Высшие специальные офицерские классы ВМФ СССР. С июля 1970 — старший помощник командира, а с февраля 1973 года — командир атомной подводной лодки «К-429» (проект 670 «Скат») 11-й дивизии 1-й флотилии атомных подводных лодок Северного флота.
В период с 23 августа по 9 сентября 1977 года подводная лодка под командованием В. Т. Козлова (старший на борту и руководитель похода контр-адмирал Е. Д. Чернов) совершила успешный подлёдный трансантарктический переход из Северного Ледовитого в Тихий океан, несмотря на то, что обладала только одним реактором. За 17 суток перехода АПЛ прошла 8400 километров при среднесуточном ходе 498 километров и скорости более 20 километров в час.
Указом Президиума Верховного Совета СССР от 31 января 1978 года за «образцовое выполнение боевых заданий командования и проявленные при этом мужество и героизм» капитан 1-го ранга Валентин Козлов был удостоен высокого звания Героя Советского Союза с вручением ордена Ленина и медали «Золотая Звезда».
Продолжал службу в Военно-морском флоте СССР, командуя той же АПЛ до ноября 1978 года, но уже в составе Тихоокеанского флота. Затем был направлен на учёбу и в 1979 году окончил Высшие академические курсы офицерского состава при Военно-морской академии имени А. А. Гречко. С августа 1979 года — заместитель командира дивизии подводных лодок Тихоокеанского флота. С января 1982 года — начальник Управления кадров штаба Тихоокеанского флота. С мая 1987 года он занимал должность помощника начальника Военно-морских учебных заведений ВМФ СССР по подготовке иностранных военнослужащих. Умер 2 августа 1989 года, похоронен на Троекуровском кладбище Москвы.
Был также награждён орденами Красной Звезды (1986) и «За службу Родине в Вооружённых Силах СССР» 3-й степени (1975), рядом медалей.